# Sol trưởng
Sol trưởng (được ký hiệu là G) là một cung trưởng dựa trên nốt Sol, bao gồm các nốt: Sol (G),  La (A), Si (B), Đô (C), Rê (D), Mi (E), Fa thăng (F♯) và Sol.
Bộ khóa của nó có một dấu thăng (Fa thăng)  và không có dấu giáng.
Vị trí âm giai Sol trưởng trên phím Dương cầm:

## Sử dụng trong âm nhạc

### Thời kỳ Baroque
Trong âm nhạc thời kỳ Baroque, cung Sol trưởng được coi là "cung ban phước".
Trong số 555 bản sonata Keyboard của Domenico Scarlatti, cung Sol trưởng là cung chính cho 69 bản sonata, tương đương khoảng 12,4%.
Trong âm nhạc của Johann Sebastian Bach, "Soi trưởng thường là cung của những bản nhạc nhịp 6
8", theo Alfred Einstein, mặc dù Bach cũng đã sử dụng cung Sol trưởng cho một số tác phẩm dựa trên nhịp 4
4, bao gồm cả bản hòa nhạc Concerto thành Brandenburg thứ ba và thứ tư của ông. Nghệ sĩ dương cầm Jeremy Denk nhận xét rằng Goldberg Variations có thời lượng 80 phút xuất hiện Sol trưởng.

### Âm nhạc thời kỳ Cổ điển
12 trong số 106 bản giao hưởng của Joseph Haydn là Sol trưởng. Tương tự như vậy, một trong những trio cho piano nổi tiếng nhất của Haydn, số 39 (với bản Gypsy Rondo), và một trong hai bộ tứ tấu đàn dây đã xuất bản hoàn chỉnh cuối cùng của ông (Op. 77, số 1), cũng thuộc cung Sol trưởng.
Ngoài ra, Sol trưởng là cung của tác phẩm Eine kleine Nachtmusik của Mozart, đóng vai trò như cung chính cho 3 trong số 4 chương của nó (ngoại lệ là chương thứ hai, có tên Romanze nằm trong cung khác). Tuy nhiên, hầu như không có tác phẩm quy mô lớn nào của ông như các bản giao hưởng hay các bản hòa tấu của ông nằm trong cung này; trừ Piano Concerto số 17, Flute Concerto số 1 và Tứ tấu đàn dây số 14 của ông, cùng với một số tác phẩm khác mà ông sáng tác trong giai đoạn tuổi vị thành niên.

## Trong văn hoá quần chúng
Cung Sol trưởng còn là cung được Nữ hoàng Elizabeth II quy định để sử dụng cho tác phẩm "God Save the Queen" ở Canada. Bản quốc ca "God Defend New Zealand" ("Aotearoa") ban đầu được sáng tác bởi John Joseph Woods ở cung La giáng trưởng, nhưng sau khi trở thành quốc ca của New Zealand vào năm 1977 đã được sắp xếp lại thành Sol trưởng để phù hợp hơn với cách hát phổ thông và đại chúng.. Theo Spotify, Sol trưởng là cung nhạc phổ biến nhất của âm nhạc trên dịch vụ phát trực tuyến (theo sau là Đô trưởng).

## Khóa Sol
Khoá sol còn gọi là chìa khoá nhạc. Đó là ký hiệu đặt ở đầu khuông nhạc để xác định tên những nốt nhạc trên khuông. Có 2 loại khoá thường dùng là khóa Sol và Fa.
Khoá Sol được bắt đầu từ dòng kẻ thứ hai của khuông nhạc. Khoá Sol xác định độ cao của nốt Sol ở tầng quãng tám thứ nhất nằm trên dòng kẻ thứ hai.